# Atentados de Joló de 2020
Los atentados de Jolo de 2020 ocurrieron el 24 de agosto de 2020, cuando insurgentes que se cree que eran yihadistas de Abu Sayyaf detonaron dos bombas en Jolo, Sulu, Filipinas, matando a 14 personas e hiriendo a otras 75. El primero ocurrió cuando el personal del ejército estaba ayudando a llevar a cabo los esfuerzos humanitarios del COVID-19. El segundo, un atentado suicida, se llevó a cabo cerca de la Catedral de Nuestra Señora del Monte Carmelo. La misma catedral fue bombardeada previamente en 2019, matando al menos a 20 personas.

## Antecedentes
Durante más de tres décadas, Abu Sayyaf ha estado lanzando ataques terroristas para apoyar la independencia de la provincia de Sulu de Filipinas, como parte del conflicto de Moro. Sulu es principalmente musulmana, mientras que Filipinas en su conjunto es principalmente cristiana. En 2004, lanzaron el peor ataque terrorista en la historia de Filipinas, bombardeando un ferry que mató a 116 personas. En 2016, prometieron lealtad al Estado Islámico. Son conocidos por utilizar artefactos explosivos improvisados y por secuestrar extranjeros para pedir rescate, especialmente en la provincia de Sulu.
En junio de 2020, la policía mató a tiros a cuatro soldados filipinos que investigaban la presencia de dos atacantes suicidas en Sulu durante un enfrentamiento. En agosto de 2020, unos días antes del atentado, el gobierno filipino arrestó a varios militantes pertenecientes a la organización Abu Sayyaf. Las fuerzas de seguridad de Sulu estaban en alerta máxima por temor a represalias.

## Explosiones
El 24 de agosto de 2020, a las 11:54 a. m., una motocicleta bomba colocada junto a un camión militar detonó frente a Paradise Food Plaza en el centro de Jolo, Sulu, matando a seis soldados y a algunos civiles. La policía y el ejército respondieron al lugar. Una hora después, a las 12:57 p. m., una atacante suicida se acercó a la zona acordonada e intentó entrar, pero cuando fue detenida por un soldado, detonó la bomba que portaba, matándose a sí misma y al soldado que la detuvo. hiriendo a seis policías. La segunda explosión ocurrió aproximadamente a 100 metros (110 yardas) de la primera explosión, frente a una sucursal del Banco de Desarrollo de Filipinas. En total, siete soldados, un oficial de policía y seis civiles murieron; y 21 soldados, seis policías y 48 civiles resultaron heridos. El sitio del bombardeo estaba cerca del sitio de los Atentados contra la catedral de Jolo de 2019.>

## Autoría
Al día siguiente, el Estado Islámico - Provincia de Asia Oriental (también conocida como Abu Sayyaf) se atribuyó la responsabilidad del ataque. El gobierno cree que el fabricante de bombas Abu Sayyaf Mundi Sawadjaan creó las bombas y armó a los atacantes. Todo el municipio de Sulu fue bloqueado tras las explosiones.